# マシューズ (ノースカロライナ州)
マシューズ（英: Matthews）は、アメリカ合衆国ノースカロライナ州のメクレンバーグ郡にある町。シャーロットの南東に位置している。人口は2万9435人（2020年）。

## 歴史
マシューズは初期開拓者から名前が採られた。

## 地理
マシューズ町は北緯35度7分1秒 西経80度42分59秒 / 北緯35.11694度 西経80.71639度 (35.116851, -80.716409)に位置している。
アメリカ合衆国国勢調査局に拠れば、町域全面積は17.2平方マイル (45 km2)であり、全て陸地である。

## 人口動態
以下は2006年から2008年のアメリカン・コミュニティ・サーベイによる人口統計データである。
| 基礎データ - 人口: 26,901 人 - 世帯数: 11,349 世帯 - 家族数: 7,904 家族 - 人口密度: 601.2人/km2（1,557.1 人/mi2） - 住居数: ？ 軒 - 住居密度: 221.1軒/km2（572.7 軒/mi2） 人種別人口構成 - 白人: 82.3% - アフリカン・アメリカン: 10.1% - ネイティブ・アメリカン: 0.3% - アジア人: 3.7% - 太平洋諸島系: 0.00% - その他の人種: 1.8% - 混血: 1.7% - ヒスパニック・ラテン系: 4.3% 年齢別人口構成 - 20歳未満: 29.9% - 20-24歳: 3.2% - 25-44歳: 25.6% - 45-64歳: 30.3% - 65歳以上: 11% - 年齢の中央値: 40歳 | 世帯と家族（対世帯数） - 18歳未満の子供がいる: 36.1% - 結婚・同居している夫婦: 63.4% - 未婚・離婚・死別女性が世帯主: 7.8% - 非家族世帯: 25.5% - 単身世帯: 22.4% - 65歳以上の老人1人暮らし: 8.2% - 平均構成人数 - 世帯: 2.61人 - 家族: 3.08人 収入と家計 - 収入の中央値 - 世帯: 77,981米ドル - 家族: 88,600米ドル - 性別 - 男性: 65,909米ドル - 女性: 44,665米ドル - 人口1人あたり収入: 35,250米ドル - 貧困線以下 - 対人口: 3.8% - 対家族数: 2.8% - 18歳未満: 3.6% - 65歳以上: 4.9% |

### 収入

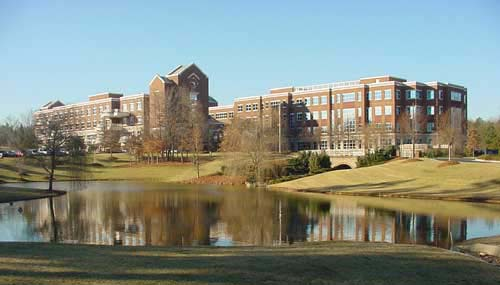
マシューズにある長老派教会病院

## 教育
マシューズの公共教育はシャーロット・メクレンバーグ教育学区が管轄している。この学区には小学校3校（マシューズ小学校、クラウンポイント小学校、エリザベスレイン小学校）、中学校1校（クレストデール中学校）、高校1校（デイビッド・W・バトラー高校）が含まれている。近くにある私立学校としては、コブナント・デイスクール、シャーロット・クリスチャン学校、カーメル・クリスチャン学校、ブレスト・サクラメント・アカデミー、グレイフライアーズ・クラシカル・アカデミーがある。
町内にはシャーロット・メクレンバーグ図書館の支所がある。この図書館支所はマシューズ町役場の1階にあり、シャーロット・メクレンバーグ図書館の体系の中でも最大級に活動的である。

## 経済
フォーチュン500にも入るファミリー・ドラー・ストアズがマシューズに本社を置いている。
その他に町内に本社を置く会社として次のものがある。
- ハリス・ティーター、 スーパーマーケットチェーン
- ポーカーテック、ゲーム機メーカー

## 著名な出身者
- ブルックリン・デッカー（1987年 - ）、モデル、女優、スポーツ誌「スポーツ・イラストレイテッド」の水着モデル[8]

## 姉妹都市
マシューズは次の町と姉妹都市を結んでいる
- フランス、ヴァール県サンマクシム